# Wilgersdorf
Wilgersdorf ist ein Ortsteil der Gemeinde Wilnsdorf im Kreis Siegen-Wittgenstein in Nordrhein-Westfalen.

## Geographie
Wilgersdorf liegt im Siegerland in einer waldreichen Region unweit des Rothaargebirges. Die höchsten Erhebungen im Ortsgebiet sind die Kalteiche mit 579,3 m und die Tiefenrother Höhe mit 552,3 m ü. NN. Zudem liegt der 466,8 m hohe Hemmersberg zwischen Wilgersdorf und Wilnsdorf. Südlich des Ortes entspringt die Weiß. Im Ort selbst mündet der knapp 2 km lange Breitenbach sowie ein weiterer kleiner Bach in die Weiß. Wilgersdorf hat eine Gemarkungsfläche von 11,54 km².

### Nachbarorte
Nachbarorte von Wilgersdorf sind Rudersdorf im Norden, Gernsdorf im Nordosten, Dillbrecht im Osten, Fellerdilln und Steinbach im Südosten, Haigerseelbach (zu Haiger) und Würgendorf (zu Burbach) im Süden, Gilsbach im Südwesten und Wilnsdorf im Westen.

## Geschichte
1377 wurde Wilgersdorf erstmals urkundlich als „Vylgirstorff“ erwähnt.
1491 wurde der Ort durch einen Großbrand vollständig zerstört. Die Pest brachte 1563 zehn von 204 Wilgersdorfern um. 1636 starben durch Hunger und Krankheit 45 % der Einwohner. Früher gehörte das Dorf der Kirche Haiger an, im Februar 1587 wurde die Bitte zur Umpfarrung nach Wilnsdorf gestellt. Ab 1595 gehörte Wilgersdorf dann der Pfarrei Wilnsdorf an. 1716 begann man mit dem Neubau einer Simultankirche im Ort. 1621 fiel der Ort an Johann von Nassau. 1648 wurde Wilgersdorf mit Wilnsdorf und Rödgen zu einer Gemeinde zusammengeschlossen, 1818 dem Amt Wilnsdorf zugeteilt.
Am 31. August und 2. September 1857 gab es zwei Großbrände, denen 26 Häuser, die Schule und eine Kapelle zum Opfer fielen. Am 2. November 1920 verbrannten vier Wohnhäuser und drei Nebengebäude.
1906 wurde eine Wasserleitung gebaut. Diese wurde ab 1912 mit dem Geld eines Lüdenscheider Fabrikanten finanziert, der in Wilgersdorf Pacht für die Jagd bezahlte. Zwischen 1910 und 1911 wurde die Mühle Jost, 1890 durch August Jost erworben, erweitert und ein Dynamo zur Stromerzeugung eingebaut. Ab 1911 wurde Wilgersdorf von dort mit Strom beliefert. 1926 wurde die Freiwillige Feuerwehr gegründet. 1953 wurde ein evangelisches Vereinshaus erbaut, 1957 eine neue katholische Kirche eingeweiht.
1963 gruben Otto Krasa und Paul Theis Wohn- und Verhüttungsplätze aus der La-Tène-Zeit (500 v. Chr.) aus. Am 1. Januar 1969 wurde das Amt Wilnsdorf aufgelöst und die bis dahin eigenständige Gemeinde Wilgersdorf im Zuge der kommunalen Neugliederung in die neue Großgemeinde Wilnsdorf eingegliedert. 1977 feierte der Ort sein 600-jähriges Bestehen.

### Einwohnerzahlen
Einwohnerzahlen des Ortes:
| Jahr | Einwohner |
| ---- | --------- |
| 1773 | 261       |
| 1818 | 456       |
| 1885 | 709       |
| 1895 | 780       |
| 1905 | 926       |
| 1910 | 998       |
| 1925 | 1053      |
| 1933 | 1156      |

| Jahr | Einwohner |
| ---- | --------- |
| 1939 | 1197      |
| 1950 | 1532      |
| 1961 | 1817      |
| 1967 | 2056      |
| 1969 | 2109      |
| 1991 | 2630      |
| 1994 | 2845      |
| 2005 | 2991      |

| Jahr | Einwohner |
| ---- | --------- |
| 2006 | 2946      |
| 2007 | 2977      |
| 2008 | 2985      |
| 2009 | 2977      |
| 2010 | 2933      |
| 2011 | 2903      |
| 2012 | 2916      |
| 2013 | 2918      |

| Jahr | Einwohner |
| ---- | --------- |
| 2014 | 2895      |
| 2015 | 2891      |
| 2016 | 2882      |
| 2020 | 2775      |

Anmerkungen: Zahlen 1969 / ab 1994 je zum 31. Dezember; 1991 zum 31. März.

### Gruben
In Wilgersdorf stand die Grube Neue Hoffnung (zu Landeskrone) von 1883 bis zum 5. März 1913 mit 300 Arbeitern. Am 28. Dezember 1900 fand eine Konsolidation mit der Wildener Grube Landeskrone statt. Die Gesamttiefe betrug 440 Meter. Abgebaut wurden Zink-, Blei- und Silberfahlerz, sowie Spateisenstein.
Neues Jerusalem existierte von 1806 bis 1912. 1882 konsolidierte die Grube mit Neue Hoffnung. Die Grube Viktoria bestand ab 1883. Daneben gab es die Grube Bomkutte.
Um 1900 wurde ein Stollen angelegt, der 1945 als Luftschutzbunker diente. Er wird heute als „Briedoffelsloch“ bezeichnet. 2005 folgte die Neugestaltung des Stollenmundlochs, seit 2008 gehört er als Station zum Wilnsdorfer Grubenwanderweg.

## Infrastruktur und Verkehrsanbindung
Wilgersdorf liegt an der Landstraße 904, die von Rudersdorf über den Ort auf die Kalteiche führt und dort auf die Bundesstraße 54 trifft. An die Bundesautobahn 45 ist der Ort über Wilnsdorf angebunden. Der nächste Bahnhof befindet sich in Rudersdorf.
Der Ort hat eine eigene Grundschule und zwei Kindergärten, die beide von der katholischen Kirche unterhalten werden. Es gibt einen Bolzplatz, einen Sportplatz und eine Turnhalle im Ort. Zudem hat Wilgersdorf ein Volleyballfeld, einen Reitplatz und eine Tennis-Anlage mit vier Ascheplätzen, außerdem ein Freibad.

## Persönlichkeiten
- Oskar Reichmann (* 1937), Germanist und Linguist
- Gerhard Neuser (1938–1993), Fußballspieler (Sportfreunde Siegen, FC Schalke 04)
- Herbert Landau (* 1948), Richter des Bundesverfassungsgerichts
- Reinhold Mathes (* 1949), Fußballspieler (Sportfreunde Siegen, Borussia Dortmund)
- Sabrina Mockenhaupt (* 1980), Leichtathletin, aufgewachsen in Wilgersdorf